# Haplothysanus duboscqui
Haplothysanus duboscqui är en mångfotingart som beskrevs av Henri W. Brölemann 1926. Haplothysanus duboscqui ingår i släktet Haplothysanus och familjen Odontopygidae. Inga underarter finns listade i Catalogue of Life.